# Oncideres pustulata
Oncideres pustulata es una especie de escarabajo longicornio de la subfamilia Lamiinae. Fue descrita científicamente por LeConte en 1854.
Se distribuye por México y los Estados Unidos. Posee una longitud corporal de 14-27 milímetros. El período de vuelo de esta especie ocurre en los meses de julio, agosto, septiembre, octubre, noviembre y diciembre.
Oncideres pustulata se alimenta de una gran variedad plantas y arbustos de las familias Casuarinaceae y Rutaceae y de las subfamilias Caesalpinioideae, Mimosoideae.